# 扬·库尔卡
扬·库尔卡（捷克語：Jan Kůrka，1943年5月29日—），捷克男子射击运动员，主攻步枪。他曾代表捷克斯洛伐克参加1968年夏季奥林匹克运动会射击比赛，获得50米步枪卧射金牌。